# Ladislaus Winterstein
Ladislaus Winterstein (* 11. Juni 1905 in Alt-Siwatz in der West-Batschka, Königreich Ungarn, Österreich-Ungarn; † 2. November 1964 in Hattersheim am Main) war ein deutscher Politiker (SPD). Er war sowohl Mitglied des Hessischen Landtags als auch für kurze Zeit Mitglied des Deutschen Bundestages.
Winterstein wurde in der zweiten Wahlperiode (1. Dezember 1950 – 30. November 1954) über die Landesliste der SPD in den Hessischen Landtag gewählt und gehörte diesem zunächst bis November 1954 an. 1951 übernahm er zudem das Amt des Bürgermeisters von Hattersheim, das er bis zu seinem Tod ausübte.
 Am 17. Juli 1954 war Ladislaus Winterstein Mitglied der 2. Bundesversammlung in Berlin.

In der dritten Wahlperiode rückte Winterstein am 11. November 1957 für den vier Tage zuvor verstorbenen Abgeordneten Franz Gruber in den hessischen Landtag nach und blieb bis zum Ende der Wahlperiode Ende November 1958 dessen Mitglied. Am 26. Oktober 1964 wurde er nur wenige Tage vor seinem plötzlichen Herztod als Nachrücker für den ausgeschiedenen Willi Birkelbach noch Mitglied des Deutschen Bundestages.
Ehrenamtlich war Ladislaus Winterstein Erster Kreisbeigeordneter des Main-Taunus-Kreises und in dieser Funktion auch Stellvertreter des dortigen Landrats. Er engagierte sich außerdem aufgrund seiner donauschwäbischen Herkunft im Bund der Vertriebenen (BVD) und war dessen Kreisvorsitzender in Darmstadt sowie stellvertretender Landesvorsitzender des Landesverbandes Hessen.
Seine Söhne Norbert (* 1931) und Horst Winterstein (1934–2006) wurden beide Juristen und ebenfalls hochrangige SPD-Politiker.

## Ehrungen
- Ladislaus-Winterstein-Ring (Straße) in Hattersheim